# Verbandsgemeinde Nastätten
La comunità amministrativa di Nastätten (Verbandsgemeinde Nastätten) si trova nel circondario del Rhein-Lahn-Kreis nella Renania-Palatinato, in Germania.

## Suddivisione
Comprende 32 comuni:
| 1. Berg 2. Bettendorf 3. Bogel 4. Buch 5. Diethardt 6. Ehr 7. Endlichhofen 8. Eschbach 9. Gemmerich 10. Hainau 11. Himmighofen | 1. Holzhausen an der Haide 2. Hunzel 3. Kasdorf 4. Kehlbach 5. Lautert 6. Lipporn 7. Marienfels 8. Miehlen 9. Nastätten 10. Niederbachheim 11. Niederwallmenach | 1. Oberbachheim 2. Obertiefenbach 3. Oberwallmenach 4. Oelsberg 5. Rettershain 6. Ruppertshofen 7. Strüth 8. Weidenbach 9. Welterod 10. Winterwerb |

Il capoluogo è Nastätten.